# بخش مدیسون (شهرستان باتلر، اوهایو)
بخش مدیسون (به انگلیسی: Madison Township) یک منطقه مسکونی در ایالات متحده آمریکا است که در شهرستان باتلر، اوهایو واقع شده است. بخش مدیسون ۹۳٫۶ کیلومتر مربع مساحت و ۸٬۴۴۸ نفر جمعیت دارد و ۲۲۱ متر بالاتر از سطح دریا واقع شده است.